# Slovenský Pohár 2023-2024
La Coppa di Slovacchia 2023-2024, conosciuta anche come Slovnaft Cup per ragioni di sponsorizzazione, è stata la cinquantacinquesima edizione del torneo, iniziata il 19 luglio 2023 e con termine il 1º maggio 2024 con la finale che è stata disputata alla Košická futbalová aréna a Košice. Il vincitore ottiene la qualificazione per l'UEFA Europa League 2024-2025.
Lo Spartak Trnava è la squadra campione in carica, al suo quarto titolo.

## Formula
La Coppa di Slovacchia si gioca come un torneo a eliminazione diretta. Tutte le partite che finiscono in pareggio dopo 90 minuti vengono decise ai calci di rigore. Tutti i turni si giocano come gare secche tranne le semifinali, che si giocano su due gare.

## Calendario
| Turno             | Date                               | Squadre entranti in questo turno | Squadre provenienti dal turno precedente | Numero di partite |
| ----------------- | ---------------------------------- | -------------------------------- | ---------------------------------------- | ----------------- |
| Turno preliminare | 19-30 luglio 2023                  | 102                              | 0                                        | 51                |
| Primo turno       | 26 luglio - 16 agosto 2023         | 153                              | 51                                       | 102               |
| Secondo turno     | 16 agosto - 13 settembre 2023      | 26                               | 102                                      | 64                |
| Terzo turno       | 6 settembre - 18 ottobre 2023      | 0                                | 64                                       | 32                |
| Quarto turno      | 24 ottobre - 18 novembre 2023      | 0                                | 32                                       | 16                |
| Ottavi di finale  | 7 novembre 2023 - 28 febbraio 2024 | 0                                | 16                                       | 8                 |
| Quarti di finale  | 28 febbraio - 13 marzo 2024        | 0                                | 8                                        | 4                 |
| Semifinali        | 2-16 aprile 2024                   | 0                                | 4                                        | 2                 |
| Finale            | 1 maggio 2024                      | 0                                | 2                                        | 1                 |

## Primo turno
| Squadra 1                    | Risultato       | Squadra 2                      |
| ---------------------------- | --------------- | ------------------------------ |
| 26 luglio 2023               |                 |                                |
| Sokol Chiminianska Nová Ves  | 3 - 4           | Slovan Sabinov                 |
| Slavoj Spišská Belá          | 0 - 0 (3-4 dtr) | 1.MFK Kežmarok                 |
| Olcnava                      | 0 - 1           | OŠK Rudňany                    |
| ŠK Harichovce                | 0 - 1           | FK Poprad                      |
| Lokomotíva Košice            | 7 - 3           | FK Čaňa                        |
| II.Rákóczi Ferenc Borša      | 7 - 0           | TJ Mladosť Kalša               |
| Gelnica                      | 3 - 1           | Kechnec                        |
| Družstevník Malá Ida         | 6 - 1           | OŠK Pavlovce nad Uhom          |
| FK Krásnohorské Podhradie    | 0 - 5           | Spartak Medzev                 |
| 29 luglio 2023               |                 |                                |
| Pokrok Stará Bystrica        | 0 - 4           | TJ Višňové                     |
| Veľký Cetín                  | 1 - 4           | Slovan Duslo Šaľa              |
| Lokomotíva Devínska Nová Ves | 2 - 1           | Domino                         |
| Danubia Veľký Biel           | 3 - 3 (4-5 dtr) | Bernolákovo                    |
| Družstevník Hlboké           | 2 - 2 (1-4 dtr) | MFK Vrbové                     |
| OŠK Podolie                  | 1 - 3           | Bestrent Horná Krupá           |
| Lokomotíva Bánov             | 0 - 1           | Benesova                       |
| Družstevník Jacovce          | 1 - 4           | Banik Prievidza                |
| Tatran Čierny Balog          | 3 - 3 (5-4 dtr) | Partizán Čierny Balog          |
| Ludanice                     | 1 - 0           | Topoľčany                      |
| 30 luglio 2023               |                 |                                |
| Inter Bratislava             | 1 - 1 (4-5 dtr) | Slovan Galanta                 |
| Družstevník Odorín           | 1 - 5           | Vranov nad Topľou              |
| Dulova Ves                   | 0 - 1           | Geča 73                        |
| Slovan Dubovce               | 3 - 0           | Nové Mesto nad Váhom           |
| OŠK Pribiš                   | 2 - 7           | Odeva Lipany                   |
| Jasenov                      | 0 - 2           | Snina                          |
| Sokol Brezovička             | 0 - 6           | Tesla Stropkov                 |
| Maratón Seňa                 | 1 - 2           | Slávia TU Košice               |
| Jamnik                       | 1 - 0           | Svidník                        |
| Perín                        | 0 - 0 (4-5 dtr) | Rožňava                        |
| Nová Dedinka                 | 3 - 1           | Vrakuňa Bratislava             |
| Slovan Vištuk                | 2 - 1           | Pezinok                        |
| OŠK Láb                      | 0 - 6           | Rusovce                        |
| Košeca                       | 1 - 3           | Piešťany                       |
| Tatran Jablonica             | 2 - 1           | ŠK Blava 1928                  |
| Spartak Kvašov               | 2 - 4           | Slovan Brvnište                |
| Baník Brodskék               | 1 - 8           | Spartak Šaštín-Stráže          |
| Družstevník Rybky            | 0 - 7           | Slavoj Boleráz                 |
| ŠK Báb                       | 5 - 1           | ŠK Šoporňa                     |
| ŠK Svodín                    | 0 - 2           | MŠO Štúrovo                    |
| Kostolné Kračany             | 0 - 2           | Gabčíkovo                      |
| Salka                        | 2 - 1           | Želiezovce                     |
| Kmetovo                      | X - X           | Nitra                          |
| Tvrdošovce                   | 0 - 1           | Nové Zámky                     |
| Nevidzany                    | 2 - 2 (4-5 dtr) | Sokol Starý Tekov              |
| Šurany                       | 2 - 0           | Branč                          |
| Slovan Zbehy                 | 3 - 2           | FC Pata                        |
| Komjatice                    | 0 - 8           | Družstevník Trstice            |
| Solčany                      | 0 - 2           | Tovarníky                      |
| Bidovce                      | 1 - 2           | Považská Sokoľ                 |
| Spišský Štiavnik             | 7 - 1           | Vikartovce                     |
| Nacina Ves                   | 2 - 0           | Vojčice                        |
| Slovan Častá                 | 3 - 2           | Igram                          |
| 31 luglio 2023               |                 |                                |
| Busov Gaboltov               | 1 - 9           | Partizan Bardejov              |
| 2 agosto 2023                |                 |                                |
| Družstevník Siladice         | 3 - 3 (5-4 dtr) | Dubnica                        |
| Kopčany                      | 1 - 3           | Beluša                         |
| Slovan Šaštín-Stráže         | 0 - 5           | Častkovce                      |
| Horné Saliby                 | 0 - 0 (4-3 dtr) | Družstevník V.L.               |
| Podkonice                    | 6 - 0           | Prameň Kováčová                |
| Trenčianske Stankovce        | 3 - 0           | Jednota Bánová                 |
| Nitra-Dolné Krškany          | 1 - 4           | Baník Lehota pod Vtáčnikom     |
| Lozorno                      | 0 - 2           | Žolík Malacky                  |
| Švošov                       | 0 - 3           | Tatran Oravské Veselé          |
| Družstevník Látky            | 1 - 4           | Rimavská Sobota                |
| Tatran Krásno nad Kysucou    | 1 - 2           | MŠK Námestovo                  |
| Ladomerská Vieska            | 0 - 5           | Fiľakovo                       |
| Semerovo                     | 2 - 7           | Baník Kalinovo                 |
| Tvrdošín                     | 1 - 5           | Stará Ľubovňa Redfox           |
| Závod                        | 0 - 3           | Rohoznik                       |
| Družstevník Blatnica         | 1 -1 (3-5 dtr)  | Družstevník Bitarová           |
| Slovan Dudince               | 0 - 2           | Slovan Tomášovce               |
| Nižná                        | 0 - 4           | Sokol Zubrohlava               |
| Partizán Osrblie             | 5 - 0           | Detva                          |
| Likavka                      | 0 - 1           | Besenova                       |
| Predmier                     | 0 - 1           | Javorník Makov                 |
| Tisovec                      | 0 - 3           | Iskra Hnúšťa                   |
| Baník Veľký Krtíš            | 1 - 2           | Novohrad Lučenec               |
| Tatran Uhrovec               | 4 - 3           | Sokol Chocholná-Velčice        |
| Spartak Lysá pod Makytou     | 1 - 4           | Partizán Domaniža              |
| Svätý Jur                    | 3 - 0           | Jarovce Bratislava             |
| Sitno Banská Štiavnica       | 3 - 0           | Slovenské Ďarmoty              |
| Stará Turá                   | 2 - 0           | Družstevník Opatová nad Váhom  |
| Brezno                       | 0 - 4           | Hamsik Academy Banská Bystrica |
| Kráľová pri Senci            | 0 - 6           | Rača                           |
| Junior Kanianka              | 3 - 2           | Zvolen                         |
| Tomášov                      | 1 - 1 (4-3 dtr) | Rovinka                        |
| 4 agosto 2023                |                 |                                |
| OFK 1950 Priechod            | 0 - 0 (1-3 dtr) | Sokol Medzibrod                |
| 5 agosto 2023                |                 |                                |
| Oravan Oravská Jasenica      | 4 - 1           | Tatran Turzovka                |
| Strečno                      | 2 - 4           | Renop Liptovská Teplá          |
| Selce                        | 1 - 5           | Badín                          |
| Attack Vrútky                | 2 - 4           | Šalková                        |
| 6 agosto 2023                |                 |                                |
| Horný Hričov                 | 0 - 3           | Kysucké Nové Mesto             |
| Slovan Magura Vavrečka       | 0 - 2           | Dynamo Diviaky                 |
| Jednota Málinec              | 5 - 1           | Radzovce                       |
| Prameň Dolná Strehová        | 1 - 2           | Príbelce                       |
| 8 agosto 2023                |                 |                                |
| Slovan Bystrička             | 0 - 4           | OŠK Rosina                     |
| 9 agosto 2023                |                 |                                |
| Dunajská Lužná               | 0 - 9           | Sereď                          |
| 11 agosto 2023               |                 |                                |
| Tatran Chlebnice             | 2 - 4           | Spartak Radôstka               |
| 16 agosto 2023               |                 |                                |
| ŠK Belá                      | 0 - 6           | Fomat Martin                   |
| Fintice                      | 0 - 4           | Spišské Podhradie              |
| 09 Bacúch                    | 1 - 0           | Revúca                         |
| Jesenské                     | 1 - 1 (4-3 dtr) | Slovenská Ľupča                |
| Vinica                       | 3 - 0           | Olováry                        |

## Secondo turno
| Squadra 1                    | Risultato       | Squadra 2                      |
| ---------------------------- | --------------- | ------------------------------ |
| 16 agosto 2023               |                 |                                |
| Horné Saliby                 | 1 - 1 (3-2 dtr) | MŠO Štúrovo                    |
| 22 agosto 2023               |                 |                                |
| Slovan Tomášovce             | 1 - 5           | Komárno                        |
| Slavoj Boleráz               | 3 - 1           | Púchov                         |
| Príbelce                     | 1 - 5           | Hamsik Academy Banská Bystrica |
| 23 agosto 2023               |                 |                                |
| Spartak Medzev               | 1 - 3           | Tatran Prešov                  |
| Tatran Jablonica             | 0 - 10          | Spartak Myjava                 |
| Rusovce                      | 1 - 4           | Šamorín                        |
| Družstevník Bitarová         | 0 - 4           | Považská Bystrica              |
| II.Rákóczi Ferenc Borša      | 0 - 6           | Slavoj Trebišov                |
| Slovan Casta                 | 0 - 9           | Petržalka                      |
| Spartak Radôstka             | 0 - 1           | Dolný Kubín                    |
| Poprad                       | 2 - 2 (6-5 dtr) | Humenné                        |
| Gelnica                      | 0 - 1           | Spišská Nová Ves               |
| Renop Liptovská Teplá        | 1 - 2           | Žilina                         |
| Tatran Čierny Balog          | 0 - 12          | Železiarne Podbrezová          |
| Gabčíkovo                    | 1 - 5           | DAC Dunajská Streda            |
| Družstevník Trstice          | 1 - 1 (3-4 dtr) | Skalica                        |
| Partizán Osrblie             | 2 - 4           | Dukla B.B.                     |
| Vrbové                       | 0 - 3           | AS Trenčín                     |
| Dynamo Diviaky               | 0 - 4           | Ružomberok                     |
| Slovan Sabinov               | 0 - 2           | Spišské Podhradie              |
| Rudňany                      | 1 - 1 (4-5 dtr) | Tesla Stropkov                 |
| Lokomotíva Košice            | 1 - 1 (5-3 dtr) | Slávia Košice                  |
| Družstevník Malá Ida         | 1 - 2           | Vranov nad Topľou              |
| Višňové                      | 1 - 0           | Rosina                         |
| Besenova                     | 1 - 1 (4-2 dtr) | Slovan Duslo Šaľa              |
| Lokomotíva Devínska Nová Ves | 0 - 0 (5-3 dtr) | Žolík Malacky                  |
| Bernolákovo                  | 1 - 7           | Rača                           |
| Bestrent Horná Krupá         | 0 - 1           | Beluša                         |
| Tatran Uhrovec               | 1 - 5           | Banik Prievidza                |
| Kmeťovo                      | 1 - 4           | Nové Zámky                     |
| Nová Dedinka                 | 0 - 0 (3-4 dtr) | Slovan Galanta                 |
| Slovan Dubovce               | 1 - 1 (3-4 dtr) | Piešťany                       |
| Iskra Hnúšťa                 | 1 - 2           | Odeva Lipany                   |
| Považská Sokoľ               | 1 - 8           | Snina                          |
| Spišský Štiavnik             | 2 - 2 (3-2 dtr) | Jamník                         |
| Slovan Vištuk                | 1 - 2           | Rohožník                       |
| Spartak Šaštín-Stráže        | 0 - 6           | Častkovce                      |
| Salka                        | 1 - 3           | Baník Kalinovo                 |
| Sokol Starý Tekov            | 2 - 3           | Baník Lehota pod Vtáčnikom     |
| Družstevník Siladice         | 2 - 2 (5-3 dtr) | Slovan Zbehy                   |
| Nacina Ves                   | 0 - 1           | Partizán Bardejov              |
| Badín                        | 0 - 2           | Podkonice                      |
| Stará Turá                   | 0 - 3           | Trenčianske Stankovce          |
| Oravan Oravská Jasenica      | 0 - 5           | Tatran Oravské Veselé          |
| Jednota Málinec              | 1 - 6           | Rimavská Sobota                |
| Sokol Zubrohlava             | 1 - 1 (8-7 dtr) | Námestovo                      |
| Sitno Banská Štiavnica       | 0 - 0 (6-5 dtr) | Fiľakovo                       |
| Tomášov                      | 1 - 3           | Sereď                          |
| Kysucké Nové Mesto           | 0 - 1           | Javornik Makov                 |
| Šalková                      | 0 - 2           | Fomat Martin                   |
| 29 agosto 2023               |                 |                                |
| Geča 73                      | 0 - 6           | Liptovský Mikuláš              |
| Kežmarok                     | 0 - 3           | VSS Košice                     |
| Rožňava                      | 0 - 1           | Zemplín Michalovce             |
| Slovan Brvnište              | 3 - 0           | Partizán Domaniža              |
| Tovarníky                    | 5 - 0           | Junior Kanianka                |
| Jesenské                     | 0 - 3           | Novohrad Lučenec               |
| 30 agosto 2023               |                 |                                |
| Besenova                     | 2 - 3           | Stará Ľubovňa Redfox           |
| 6 settembre 2023             |                 |                                |
| Vinica                       | 1 - 4           | Pohronie                       |
| Ludanice                     | 0 - 11          | ViOn Z.M.                      |
| 13 settembre 2023            |                 |                                |
| Báb                          | 0 - 0 (4-5 dtr) | Malženice                      |
| Svätý Jur                    | 0 - 7           | Slovan Bratislava              |
| Šurany                       | 0 - 8           | Spartak Trnava                 |

## Terzo turno
| Squadra 1                      | Risultato       | Squadra 2             |
| ------------------------------ | --------------- | --------------------- |
| 6 settembre 2023               |                 |                       |
| Sokol Zubrohlava               | 0 - 3           | Ružomberok            |
| 20 settembre 2023              |                 |                       |
| Slovan Brvnište                | 0 - 0 (4-3 dtr) | Trenčianske Stankovce |
| Sokol Medzibrod                | 2 - 2 (3-2 dtr) | Rimavská Sobota       |
| 26 settembre 2023              |                 |                       |
| Podkonice                      | 0 - 3           | Dukla B.B.            |
| Družstevník Siladice           | 0 - 4           | Skalica               |
| 27 settembre 2023              |                 |                       |
| Slovan Galanta                 | 3 - 3 (4-2 dtr) | Petržalka             |
| Lokomotíva Devínska Nová Ves   | 2 - 0           | Rohožník              |
| Rača                           | 0 - 3           | Šamorín               |
| Častkovce                      | 0 - 3           | AS Trenčín            |
| Slavoj Boleráz                 | 0 - 1           | Beluša                |
| Besenova                       | 1 - 6           | Malženice             |
| Horné Saliby                   | 1 - 4           | DAC Dunajská Streda   |
| Nové Zámky                     | 4 - 2           | Baník Kalinovo        |
| Tovarníky                      | 0 - 3           | ViOn Z.M.             |
| Hamsik Academy Banská Bystrica | 1 - 4           | Železiarne Podbrezová |
| Sitno Banská Štiavnica         | 1 - 5           | Komárno               |
| Novohrad Lučenec               | 0 - 1           | Pohronie              |
| Javorník Makov                 | 2 - 0           | Stará Ľubovňa Redfox  |
| Višňové                        | 0 - 5           | Fomat Martin          |
| Spišské Podhradie              | 2 - 4           | Liptovský Mikuláš     |
| Poprad                         | 5 - 2           | Tesla Stropkov        |
| Snina                          | 1 - 0           | Tatran Prešov         |
| Lokomotíva Košice              | 1 - 2           | Slavoj Trebišov       |
| Partizán Bardejov              | 1 - 4           | Spišská Nová Ves      |
| Vranov nad Topľou              | 1 - 2           | Zemplín Michalovce    |
| 3 ottobre 2023                 |                 |                       |
| Tatran Oravské Veselé          | 3 - 2           | Žilina                |
| Odeva Lipany                   | 0 - 3           | Dolný Kubín           |
| 4 ottobre 2023                 |                 |                       |
| Banik Prievidza                | 1 - 6           | Bystrica              |
| 10 ottobre 2023                |                 |                       |
| Piešťany                       | 0 - 4           | Spartak Myjava        |
| 11 ottobre 2023                |                 |                       |
| Spišský Štiavnik               | 0 - 6           | VSS Košice            |
| Baník Lehota pod Vtáčnikom     | 1 - 2           | Spartak Trnava        |
| 18 ottobre 2023                |                 |                       |
| Sereď                          | 1 - 3           | Slovan Bratislava     |

## Quarto turno
| Squadra 1                    | Risultato       | Squadra 2           |
| ---------------------------- | --------------- | ------------------- |
| 24 ottobre 2023              |                 |                     |
| Slavoj Trebišov              | 0 - 9           | Podbrezová          |
| Pohronie                     | 1 - 0           | Dukla B.B.          |
| 25 ottobre 2023              |                 |                     |
| Šamorín                      | 0 - 2           | VSS Košice          |
| Malženice                    | 1 - 2           | ViOn Z.M.           |
| Lokomotíva Devínska Nová Ves | 1 - 1 (6-5 dtr) | Spišská Nová Ves    |
| Fomat Martin                 | 0 - 2           | Komárno             |
| Javornik Makov               | 0 - 3           | Odeva Lipany        |
| Snina                        | 1 - 6           | DAC Dunajská Streda |
| Ružomberok                   | 1 - 1 (4-3 dtr) | Liptovský Mikuláš   |
| Poprad                       | 1 - 2           | Spartak Myjava      |
| Nové Zámky                   | 1 - 4           | Zemplín Michalovce  |
| Sokol Medzibrod              | 0 - 8           | Žilina              |
| FK Beluša                    | 1 - 2           | Skalica             |
| 1 novembre 2023              |                 |                     |
| Považská Bystrica            | 1 - 2           | Spartak Trnava      |
| 18 novembre 2023             |                 |                     |
| Slovan Galanta               | 0 - 3           | Slovan Bratislava   |

## Ottavi di finale
| Squadra 1                    | Risultato       | Squadra 2           |
| ---------------------------- | --------------- | ------------------- |
| 7 novembre 2023              |                 |                     |
| Spišská Nová Ves             | 0 - 3           | DAC Dunajská Streda |
| 8 novembre 2023              |                 |                     |
| Skalica                      | 2 - 0           | Komárno             |
| Odeva Lipany                 | 1 - 1 (4-3 dtr) | Spartak Myjava      |
| Lokomotíva Devínska Nová Ves | 0 - 3           | Zemplín Michalovce  |
| 17 novembre 2023             |                 |                     |
| ViOn Z.M.                    | 1 - 3           | Podbrezová          |
| 29 novembre 2023             |                 |                     |
| Ružomberok                   | 2 - 0           | Pohronie            |
| 3 febbraio 2024              |                 |                     |
| FC Košice                    | 2 - 3           | Spartak Trnava      |
| 28 febbraio 2024             |                 |                     |
| Slovan Bratislava            | 1 - 0           | Žilina              |

## Quarti di finale
| Squadra 1           | Risultato       | Squadra 2      |
| ------------------- | --------------- | -------------- |
| 28 febbraio 2024    |                 |                |
| Odeva Lipany        | 0 - 0 (5-3 dtr) | Skalica        |
| DAC Dunajská Streda | 0 - 1           | Ružomberok     |
| 6 marzo 2024        |                 |                |
| Zemplín Michalovce  | 0 - 2           | Spartak Trnava |
| 13 marzo 2024       |                 |                |
| Slovan Bratislava   | 1 - 3           | Podbrezová     |

## Semifinali
Il sorteggio per le semifinali si è tenuto il 14 marzo 2024.
| Squadra 1      | Totale | Squadra 2  | Andata | Ritorno |
| -------------- | ------ | ---------- | ------ | ------- |
| Odeva Lipany   | 1 - 5  | Ružomberok | 0 - 5  | 1 - 0   |
| Spartak Trnava | 1 - 0  | Podbrezová | 1 - 0  | 0 - 0   |

## Finale
| Arbitro: | Ivan Kružliak |

|             |           |  |
| Tučný 45+2’ | Marcatori |  |